# Route 18 (Saskatchewan)
Pour les articles homonymes, voir Route 18.
L'autoroute 18 est une route en Saskatchewan au Canada. Elle s'étend à partir de l'autoroute 13 près de Robsart à environ 65 km à l'est de la frontière avec l'Alberta jusqu'à la frontière avec le Manitoba près de Gainsborough (en) où elle continue en tant que la route 3. Elle traverse trois grandes communautés, toutes situées dans l'Est de la province, soit Estevan, Oxbow et Carnduff. Elle passe au nord des portions ouest et est du parc national des Prairies. Elle s'étend sur une longueur totale d'environ 712 km ; ce qui en fait la plus longue route sur l'axe est–ouest ainsi que la seconde plus longue route en Saskatchewan.